# Canton de Lons-le-Saunier-1
Le canton de Lons-le-Saunier-1 est une circonscription électorale française du département du Jura.

## Histoire
Un nouveau découpage territorial du Jura entre en vigueur à l'occasion des élections départementales de 2015. Il est défini par le décret du 17 février 2014, en application des lois du 17 mai 2013 (loi organique 2013-402 et loi 2013-403). Les conseillers départementaux sont, à compter de ces élections, élus au scrutin majoritaire binominal mixte. Les électeurs de chaque canton élisent au Conseil départemental, nouvelle appellation du Conseil général, deux membres de sexe différent, qui se présentent en binôme de candidats. Les conseillers départementaux sont élus pour 6 ans au scrutin binominal majoritaire à deux tours, l'accès au second tour nécessitant 12,5 % des inscrits au 1er tour. En outre la totalité des conseillers départementaux est renouvelée. Ce nouveau mode de scrutin nécessite un redécoupage des cantons dont le nombre est divisé par deux avec arrondi à l'unité impaire supérieure si ce nombre n'est pas entier impair, assorti de conditions de seuils minimaux. Dans le Jura, le nombre de cantons passe ainsi de 34 à 17.
Le canton de Lons-le-Saunier-1 est formé de communes des anciens cantons de Lons-le-Saunier-Nord (8 communes) et d'une fraction de la commune de Lons-le-Saunier. Il est entièrement inclus dans l'arrondissement de Lons-le-Saunier. Le bureau centralisateur est situé à Lons-le-Saunier.

## Représentation
| Période élective | Période élective | Mandat | Mandat   | Identité           | Nuance | Nuance | Qualité |
| ---------------- | ---------------- | ------ | -------- | ------------------ | ------ | ------ | --- |
| 2015             | 2021             | 2015   | 2021     | Christophe Bois    |        | Agir   | Proviseur de lycée à Lons-le-Saunier, conseiller municipal (opposition) depuis 2020, membre d'Agir          |
| 2015             | 2021             | 2015   | 2021     | Céline Trossat     |        | DVD    | Journaliste, conseillère municipale (opposition) de Montmorot 7ème Vice-Présidente du Conseil départemental |
| 2021             | 2028             | 2021   | en cours | Thomas Barthelet   |        | PS     | Entrepreneur, 1er Adjoint à la ville de Lons le Saunier depuis 2020                                         |
| 2021             | 2028             | 2021   | en cours | Christelle Plathey |        | DVG    | Bénévole au sein du club de handball de Lons-le-Saunier                                                     |

### Résultats détaillés

#### Élections de mars 2015
À l'issue du 1er tour des élections départementales de 2015, deux binômes sont en ballottage : Christophe Bois et Céline Trossat (Union de la Droite, 35,73 %) et Catherine Déodati et Marc-Henri Duvernet (DVG, 35,69 %). Le taux de participation est de 55,74 % (5 857 votants sur 10 508 inscrits) contre 56,35 % au niveau départemental et 50,17 % au niveau national.
Au second tour, Christophe Bois et Céline Trossat (Union de la Droite) sont élus avec 52,54 % des suffrages exprimés et un taux de participation de 56,25 % (2 906 voix pour 5 911 votants et 10 508 inscrits).
Christophe Bois était tête de liste de LREM aux élections municipales de 2020.

#### Élections de juin 2021
Le premier tour des élections départementales de 2021 est marqué par un très faible taux de participation (33,26 % au niveau national). Dans le canton de Lons-le-Saunier-1, ce taux de participation est de 35,93 % (3 585 votants sur 9 977 inscrits) contre 35,65 % au niveau départemental. À l'issue de ce premier tour, deux binômes sont en ballottage : Thomas Barthelet et Christelle Plathey (DVG, 44,42 %) et Christophe Bois et Céline Trossat (DVD, 37,2 %).
Le second tour des élections est marqué une nouvelle fois par une abstention massive équivalente au premier tour. Les taux de participation sont de 34,36 % au niveau national, 37,47 % dans le département et 38,79 % dans le canton de Lons-le-Saunier-1. Thomas Barthelet et Christelle Plathey (DVG) sont élus avec 52,19 % des suffrages exprimés (1 868 voix pour 3 872 votants et 9 983 inscrits),,.

## Composition
| Nom                                     | Code Insee | Intercommunalité                           | Superficie (km2) | Population (dernière pop. légale)               | Densité (hab./km2) | Modifier                                    |
| --------------------------------------- | ---------- | ------------------------------------------ | ---------------- | ----------------------------------------------- | ------------------ | ------------------------------------------- |
| Lons-le-Saunier (bureau centralisateur) | 39300      | CA Espace communautaire Lons Agglomération | 7,68             | Fraction : 7 750 (2022) Commune : 16 942 (2022) | 2 206              | modifier les données · modifier les données |
| Chille                                  | 39145      | CA Espace communautaire Lons Agglomération | 1,96             | 295 (2022)                                      | 151                | modifier les données · modifier les données |
| Condamine                               | 39162      | CA Espace communautaire Lons Agglomération | 3,65             | 246 (2022)                                      | 67                 | modifier les données · modifier les données |
| Courlans                                | 39170      | CA Espace communautaire Lons Agglomération | 6,16             | 922 (2022)                                      | 150                | modifier les données · modifier les données |
| Courlaoux                               | 39171      | CA Espace communautaire Lons Agglomération | 12,42            | 1 179 (2022)                                    | 95                 | modifier les données · modifier les données |
| L'Étoile                                | 39217      | CA Espace communautaire Lons Agglomération | 6,13             | 573 (2022)                                      | 93                 | modifier les données · modifier les données |
| Montmorot                               | 39362      | CA Espace communautaire Lons Agglomération | 11,36            | 3 207 (2022)                                    | 282                | modifier les données · modifier les données |
| Saint-Didier                            | 39480      | CA Espace communautaire Lons Agglomération | 3,02             | 277 (2022)                                      | 92                 | modifier les données · modifier les données |
| Villeneuve-sous-Pymont                  | 39567      | CA Espace communautaire Lons Agglomération | 2,67             | 305 (2022)                                      | 114                | modifier les données · modifier les données |
| Canton de Lons-le-Saunier-1             | 3907       |                                            |                  | 14 754 (2022)                                   |                    | modifier les données                        |

Le canton de Lons-le-Saunier-1 comprend :
1. huit communes entières,
2. la partie de la commune de Lons-le-Saunier située au nord d'une ligne définie par l'axe des voies et limites suivantes : à partir de la limite territoriale de la commune de Montmorot, rue des Salines, rue des Capucins, rue des Écoles, rue de la Préfecture, rue Edmond-Chapuis, rue Rouget-de-Lisle, avenue de la Marseillaise, carrefour de la Libération, avenue Paul-Seguin, place des Déportés, avenue Pierre-Mendès-France, rue du Château-d'Eau, rue du Vignoble, ligne droite dans le prolongement de la rue du Vignoble jusqu'au boulevard de l'Europe, boulevard de l'Europe, jusqu'à la limite territoriale de la commune de Chille.

## Démographie
En 2022, le canton comptait 14 754 habitants, en évolution de +1,49 % par rapport à 2016 (Jura : −0,81 %, France hors Mayotte : +2,11 %).
| 2013   | 2018   | 2022   |
| ------ | ------ | ------ |
| 14 319 | 14 365 | 14 754 |